# Giorgio Redeghieri
Giorgio Redeghieri (Sassuolo, 18 settembre 1956) è un ex calciatore italiano, di ruolo centrocampista.

## Caratteristiche tecniche
Redeghieri era un mediano, impiegato con compiti di copertura; all'occorrenza, è stato utilizzato anche come terzino destro.

## Carriera
Cresce nelle giovanili del Parma, con cui esordisce in Serie B nella stagione 1974-1975 sul campo del Catanzaro. Nel 1976 viene prestato per una stagione al Cattolica, per poi tornare a Parma per disputare il campionato di Serie C 1977-1978: inizialmente relegato in panchina, si impone come titolare nel girone di ritorno, realizzando 6 reti.

Redeghieri (in piedi, secondo da destra) nel Parma del 1977-1978

Nell'estate 1978 viene acquistato dal Perugia, dove gioca in alternativa a Nappi; prende così parte alla migliore annata della storia degli umbri, che concludono il torneo 1978-79 imbattuti e al secondo posto finale. Nel febbraio 1979 viene inoltre convocato da Enzo Bearzot nella Nazionale sperimentale, per un'amichevole contro l'U.R.S.S., senza tuttavia scendere in campo. A fine stagione non viene confermato dagli umbri, che lo inseriscono nell'operazione che porta Paolo Rossi ai Grifoni e passa quindi al Lanerossi Vicenza appena retrocesso in Serie B.
A Vicenza disputa tutti i 38 incontri del campionato di Serie B 1979-1980, concluso dai veneti a ridosso della zona promozione. Nell'estate 1980 passa quindi alla Sampdoria, anche in questo caso mancando di poco la promozione in A, e l'annata successiva si trasferisce all'Avellino. Con gli irpini scende in campo 6 volte, prima di trasferirsi alla SPAL, in Serie B, in cambio di Maurizio Giovannelli; a fine stagione gli estensi retrocedono in Serie C1, e Redeghieri rimane a Ferrara, mentre l'Avellino ne riscatta la comproprietà con la Sampdoria alle buste.
Nella sessione autunnale del calciomercato 1982 torna in Serie B con la maglia del Foggia, senza però riuscire a imporsi come titolare (sole 11 presenze complessive), quindi prosegue la carriera in Serie C2 con le maglie di Piacenza e Virescit, ottenendo due promozioni consecutive in Serie C1.
In carriera ha totalizzato complessivamente 29 presenze in Serie A e 106 presenze e 7 reti in Serie B.

## Dopo il ritiro
Dopo la fine della carriera sportiva diventa imprenditore, in provincia di Reggio Emilia. Gestisce un deposito carburanti sull'Appennino reggiano.

## Palmarès

### Club

#### Competizioni nazionali
- Campionato italiano Serie C2: 1

Virescit Boccaleone: 1984-1985